# Джохадзе, Гоча Давидович
Гоча Давидович Джохадзе (груз. გოჩა დავითის ძე ჯოხაძე; 15 декабря 1959, Тбилиси) — советский и грузинский футболист, полузащитник. Мастер спорта СССР (1982).
Воспитанник ДЮСШ «Аваза» Тбилиси, тренер Михаил Месхи В 1977 году во второй лиге за «Спартак» Тбилиси провёл шесть матчей, забил один гол. В том же году начал выступать за дубль «Динамо» Тбилиси, в 1979—1983 годах за команду в высшей лиге сыграл 57 матчей, забил 7 мячей. 1984 год провёл в «Торпедо» Кутаиси, с которым вышел в высшую лигу, где в следующем году в 32 матчах, забил два гола. В 1986 году сыграл в чемпионате 10 матчей за «Динамо». Выступал во второй лиге за «Шевардени» Тбилиси (1987—1988), в первой лиге за «Динамо» Батуми (1988—1989). В 1990 году провёл шесть матчей, забил один гол в чемпионате Грузии за «Шевардени-1906».
Сыграл три матча в еврокубках, во всех выходил на замену.